# Serrat de Castells
El Serrat de Castells és, malgrat el seu nom, un turó de 639,3 metres d'altitud que es troba al municipi de la Conca de Dalt, a la comarca del Pallars Jussà, dins de l'antic terme d'Aramunt, a prop del seu extrem nord i de l'antic límit amb els vells municipis, desapareguts, de Claverol i d'Hortoneda de la Conca, tots dos actualment integrats en el de Conca de Dalt.
Està situat al nord del poble d'Aramunt i al sud del de Sant Martí de Canals, a l'extrem nord-est del Serrat de Narçà. És al nord de la Cabana de Casa Manel i al nord-oest de la Cabana de Joan de Toni. Té al nord-oest els Clots, al nord la partida de les Masies i al nord-est de la Coma.